# Steckenpferd-Bewegung
Die Steckenpferd-Bewegung war eine Ende der 1950er Jahre von den exportierenden Industriebetrieben in der Deutschen Demokratischen Republik (DDR) getragene Initiative, mit der durch die Übererfüllung des Exportplanes dringend benötigte gebrauchte Frachtschiffe für die Hochseehandelsflotte der DDR mit konvertierbaren Westwährungen beschafft werden sollten. Initiator der Bewegung und gleichzeitig ihr Namensgeber war das in Radebeul ansässige Unternehmen VEB Steckenpferd. Die Belegschaft des erfolgreichen Export-Unternehmens beschloss 1958 nach Aufforderung durch die Sozialistische Einheitspartei Deutschlands (SED), den Exportplan um 100.000 US-Dollar überzuerfüllen und anschließend das Geld zum Kauf eines gebrauchten Handelsschiffes zu spenden.
Bereits zwei Jahre später wurde von offizieller Seite die Steckenpferd-Bewegung als Massenbewegung zur Geldbeschaffung wegen unvorhergesehener Auswirkungen auf die DDR-Binnenwirtschaft verboten. Die durch die offizielle Propaganda losgetretene Popularität der Bewegung ließ sich damit jedoch nicht eindämmen. Der Freie Deutsche Gewerkschaftsbund bewarb seine Urlauberschiffe weiterhin als Schiffe der Steckenpferd-Bewegung.

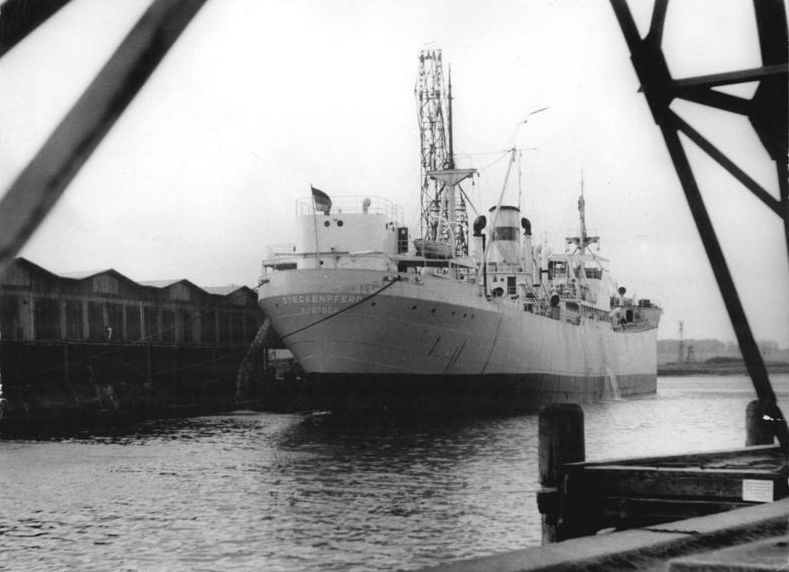
„Der Frachter Steckenpferd im Wismarer Hafen“

## Geschichte

### Ausgangssituation
Mitte der 1950er Jahre gab es in Teilen des DDR-Staatsapparats unterschiedliche Ansichten über den Betrieb einer eigenen Handelsflotte inklusive des Betriebs der dafür notwendigen Überseehäfen. Die eine Seite bestritt die Notwendigkeit, selbst eine Überseehandelsflotte zu betreiben, die dafür notwendigen Häfen nach den Schäden des Zweiten Weltkriegs wieder aufzubauen und vor allem diese auszubauen, da die der DDR zur Verfügung stehenden Ostseehäfen zu Zeiten des Deutschen Reichs wegen der existierenden Nordseehäfen eher weniger für den Fernhandel ausgerüstet waren. So vertrat beispielsweise ein Leiter der Planung im Finanzministerium, der später Mitarbeiter der Staatlichen Plankommission wurde, die Ansicht, dass man die Seeschifffahrt, Hafenwirtschaft und Seefischerei absterben lassen müsse, da „wissenschaftlich“ begründbar sei, dass „die DDR […] nun mal keine Seefahrernation [sei]. Die Seefahrt solle man denen überlassen, die das besser können.“

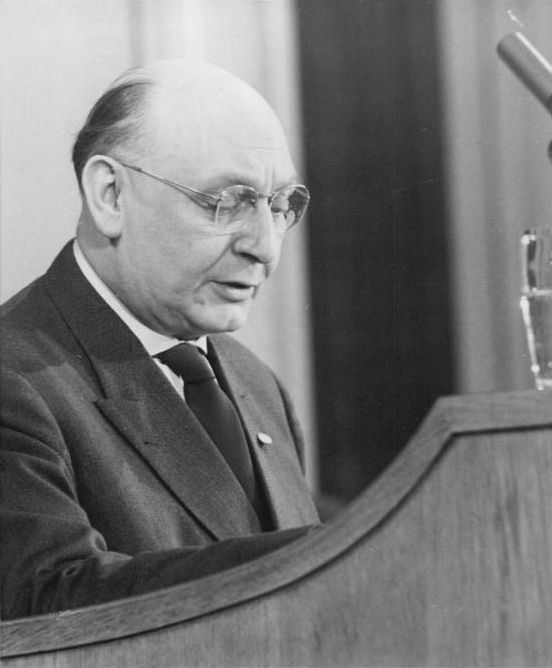
„Der Minister für Finanzen, Willi Rumpf, begründet den Beschluß über den Staatshaushaltsplan 1962.“

Die Befürworter des Aufbaus einer DDR-eigenen Seehandelsflotte dagegen erhielten Unterstützung durch den Finanzminister Willy Rumpf, sodass im dritten Quartal 1956 eine Vorlage des Finanzministeriums nachweisen konnte, „dass der Aufwand in Mark der DDR für die Beschaffung von KD-Währungen [auf dem Weltmarkt frei „Konvertierbare Devisen“] im Außenhandel deutlich höher lag als der für den Betrieb von [eigenen] Seeschiffen.“ Diese „KD-Währungen“ würden benötigt, um alternativ andere Nationen für die Übernahme der DDR-Seehandelstransporte zu bezahlen.
Zu jener Zeit hatte der DDR-Außenhandel die folgende Devisenstruktur:
- 73 % sozialistische Währungen
- 12 % kapitalistische Verrechnungswährungen
- 11 % D-Mark (BRD/West-Berlin)
- 4 % frei konvertierbare Devisen (lediglich US-Dollar, Kanadischer Dollar, Schweizer Franken und Englisches Pfund)

So hätten lediglich 4 % der Außenhandelseinnahmen die Bezahlung von ausländischen Transportkapazitäten sichern müssen.
Dabei konnten die frei konvertierbaren Devisen auch für die DDR in beliebiger Höhe mit anderen Währungen verrechnet oder in diese getauscht werden, deren Beschaffung war jedoch kaum erschwinglich. Alle anderen Westwährungen waren für die DDR und für viele andere Länder nicht in beliebiger Höhe und nicht in jede beliebige andere Währung konvertierbar, sodass Zahlungsverpflichtungen nur in gleicher Währung verrechnet werden konnten oder in einer Währung, die die Gegenseite bereit war zu akzeptieren, da sie selbst in dieser Währung Zahlungsverpflichtungen hatte (Verrechnungswährung, beschränkt konvertierbare Devisen). Auch die D-Mark war für die DDR eine Verrechnungswährung.
Die DDR besaß seit Anfang der 1950er Jahre eine leistungsfähige Werftindustrie, da die Sowjetunion bereits 1946 die Demontagen gestoppt hatte und die Reparatur und den Neubau von Werften forcierte. Ziel war es, von der DDR Reparationsleistungen und später Schiffsablieferungen zu erhalten, um den Aufbau der sowjetischen Handels- und Fahrgastflotte zu sichern. Schiffsneubauten für die DDR waren nur nebenbei möglich, und die realistische Einschätzung der Neubauvorhaben für beispielsweise auf Jahre im Voraus bestellte sowjetische Binnenfahrgastschiffe führte zum Stopp und Wiederabbruch zweier bereits begonnener und für die Deutsche Seereederei (DSR) vorgesehener Frachter.
Als Alternative zum Aufbau der eigenen Handelsflotte blieb in der zweiten Hälfte der 1950er Jahre nur der Ankauf von vorzugsweise gebrauchten Schiffen, da die wenigen der DDR selbst zur Verfügung stehenden Neubaukapazitäten lieber zum Export in den Westen genutzt wurden, um dadurch Devisen zu erwirtschaften.

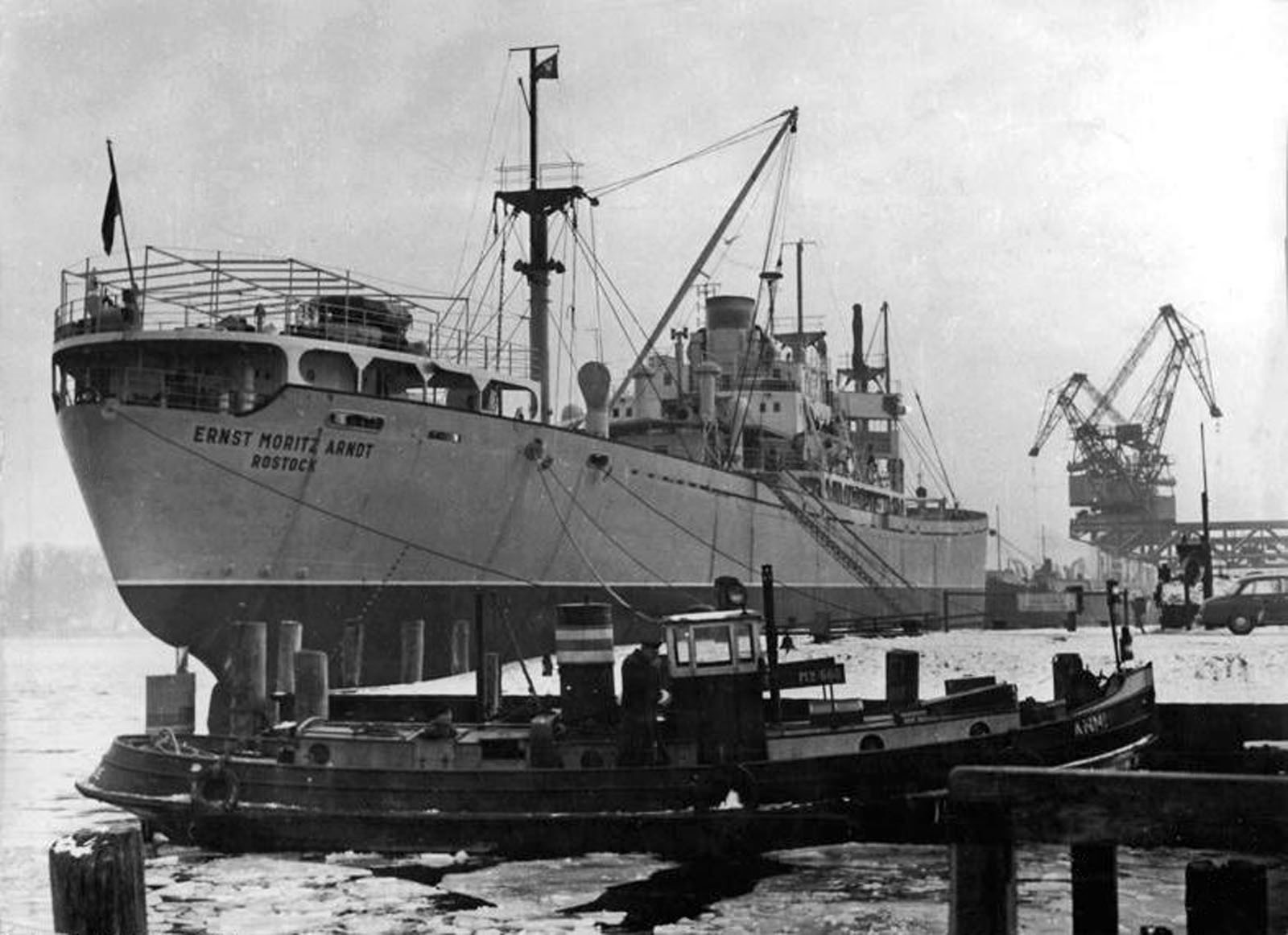
„Der neue Frachter Ernst-Moritz-Arndt an der Pier des alten Rostocker Hafens.“

Da der Ankauf gebrauchter Schiffstonnage zum Ausbau der eigenen Flotte auf dem damaligen Weltmarkt, von Ausnahmen abgesehen, hauptsächlich nur in den aufgeführten frei konvertierbaren Währungen möglich war, wurde per Ministerrats-Beschluss Ende des Jahres 1957 die Schaffung eines „Valuta- und DM-Fonds Zusatzflotte“ beschlossen. Diesem Fonds waren zuzuführen: „alle im Bereich des Ministeriums für Verkehrswesen, Hauptverwaltung Schifffahrt, ab 1. Januar 1957 überplanmäßig saldierten Einnahmen in frei konvertierbarer Währung und in DM, erreichte Einsparungen in frei konvertierbarer Währung und alle am Jahresende bestehenden außerplanmäßigen Valutaeinnahmen und -einsparungen in frei konvertierbarer Währung sowie die beim MfV [Ministerium für Verkehrswesen der DDR] auftretenden Erlöse aus dem Verkauf geborgener Schiffe und aus den Gewinnen der DSR und der Seehäfen.“ Da zu jener Zeit erst 18 Prozent der DDR-Seehandelsbewegungen durch eine eigene Flotte durchgeführt werden konnten, wurden aus diesem Fonds im Februar 1958 die beiden Fracht- und Lehrschiffe Heinrich Heine und Theodor Körner beschafft sowie im März die Thomas Müntzer (ex Haulerwijk) für drei Millionen Holländische Gulden angekauft und in Dienst gestellt. Während der in der Nähe der Greifswalder Oie gestrandete Frachter Archon Gabriel, die spätere Ernst Moritz Arndt, geborgen, vom Eigentümer gegen eine Ablöse von 10.000 US-Dollar der DDR-See- und Rückversicherungs-AG überlassen und später in Gdynia gegen polnische Verrechnungswährung repariert wurde, erschien in der Wochenzeitschrift Die Wirtschaft ein Artikel über die Ankauf- und Devisenproblematik gebrauchten Schiffsraums. Der ostdeutsche Autor Gerd Peters zählt wegen dieses Ablaufs und der teilweisen Bezahlung in polnischer Verrechnungswährung die Ernst Moritz Arndt nicht zu den Steckenpferd-Schiffen, während das westdeutsche Hamburger Abendblatt in seiner Ausgabe vom 28. November 1958 berichtete: „Zone kaufte „Archon Gabriel““ mit Hilfe von Geldern „aus der sogenannten „Steckenpferd“-Bewegung“.

### Erste DDR-weite Massenbewegung für den Außenhandel

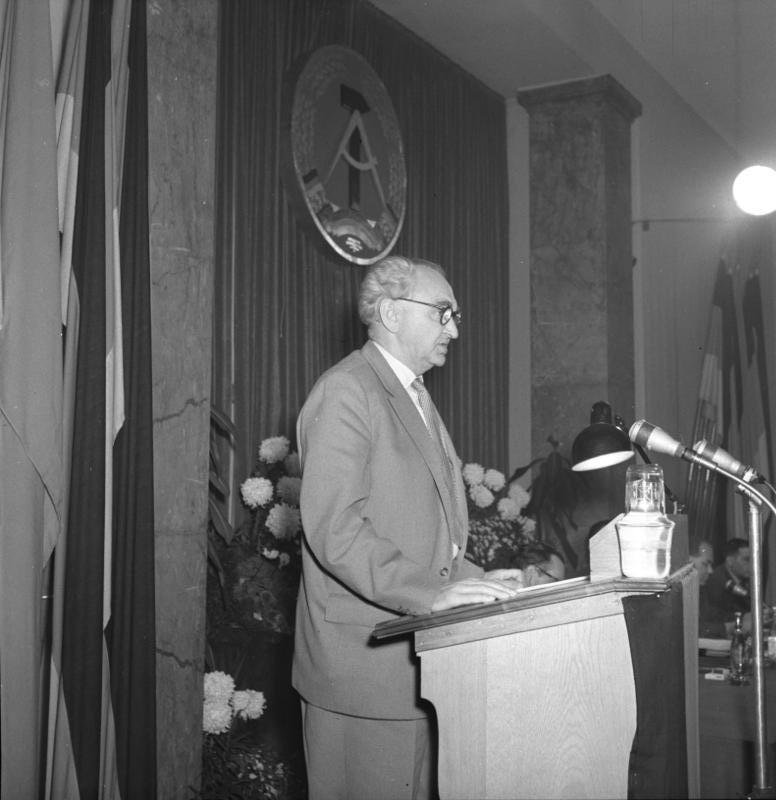
Heinrich Rau auf einer Pressekonferenz 1958

Auf Anregung eines Mitarbeiters im Ministerium für Außenhandel, der dort für die örtliche Wirtschaft in Fragen des Außenhandels zuständig war und den Artikel in der Wochenzeitung Die Wirtschaft gelesen hatte, wurde der Belegschaft des erfolgreichen Unternehmens VEB Steckenpferd 1958 von der SED der Beschluss nahegelegt, freiwillig den Exportplan um 100.000 US-Dollar überzuerfüllen und anschließend das Geld zum Kauf eines gebrauchten Handelsschiffes zu spenden.
Das im sächsischen Radebeul ansässige Unternehmen VEB Steckenpferd war 1885 als Feinseifen- und Parfümfabrik Bergmann & Co. (im Volksmund „Seifen-Bergmann“) gegründet worden. Die Kosmetik-Produkte der bekannten Marke Steckenpferd, vor allem die Lilienmilch-Seife, gingen auch nach der Enteignung 1950 und nachfolgender Umbenennung der Gesellschaft in VEB Steckenpferd zum Großteil in den Export.
Als es während einer Leitungssitzung des DDR-Außenhandelsministeriums zu Widerspruch und Kritik an dieser Selbstverpflichtung kam, bekannte sich der zuständige Minister Heinrich Rau mit dem Hinweis, dass dies die erste Massenbewegung für den Außenhandel werden würde, zu dem Aufruf und fragte nach Gegenpositionen, die daraufhin nicht mehr kamen. So setzte das Ministerium im Juni 1958 mit Hilfe der Presse die Steckenpferd-Bewegung in Gang.
Dieser Initiative, der sogenannten Steckenpferd-Bewegung, schlossen sich innerhalb kurzer Zeit DDR-weit etwa 1600 weitere Betriebe an, sodass in den späten 1950er Jahren zahlreiche Schiffe außerplanmäßig beschafft werden konnten. Einer der Frachter erhielt nach dem initiierenden Unternehmen den Namen Steckenpferd.
„Besonders verdiente Steckenpferdaktivisten“ der Ersten Stunde erhielten als Belohnung „schöne Seereisen“ mit Schiffen des Feriendienstes des Freien Deutschen Gewerkschaftsbunds (FDGB), was entsprechend verbreitet wurde, um den Erfolg der Massenbewegung zu sichern.

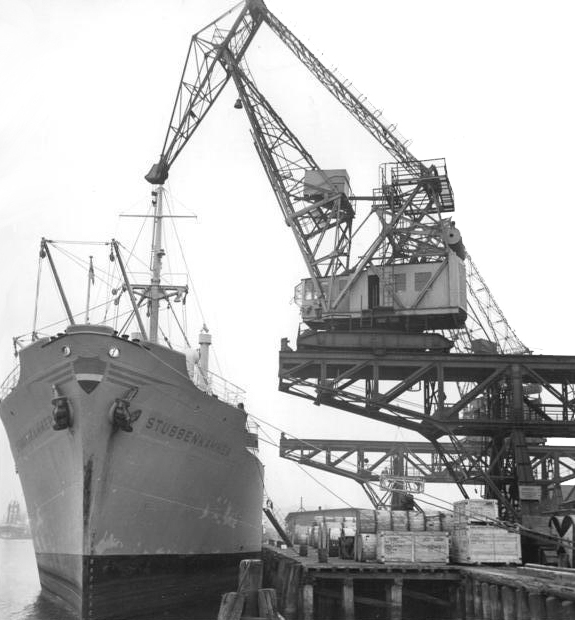
„Die Ladung wird nach erfolgreicher Fahrt der Stubbenkammer in die Häfen der VAR im Rostocker Hafen gelöscht.“

#### Steckenpferd-Flotte
Nach dem Zeitpunkt des Aufrufs zur Steckenpferd-Bewegung wurden hauptsächlich schwedische Schiffsverkäufer angesprochen, da diese in Zeiten des Kalten Kriegs als neutral angesehen wurden. Von diesen wurden für die DDR-Handelsflotte die folgenden gebrauchten Handelsschiffe beschafft und für die Deutsche Seereederei in Dienst gestellt (in Klammern das Übergabedatum an die DSR und die Herkunft):
- Frachtschiff Kap Arkona (12. November 1958, ex B.O. Börjesson, Helsingborg)
- Frachtschiff Stubbenkammer (17. Dezember 1958, ex Tilia Gorthon, Helsingborg)
- Frachtschiff Steckenpferd (5. Januar 1959, ex Ostbris, Göteborg)
- Frachtschiff Stoltera (26. Februar 1959, ex Nils Gorthon, Helsingborg)
- Tankschiff Rositz (28. März 1960, ex Pamela, Hamburg)
- Tankschiff Schwarzheide (30. April 1960, ex Gauthiod, Stockholm)
- Tankschiff Lützkendorf (17. Juni 1960, ex Securus, Stockholm)

#### Inszenierung der Indienststellung

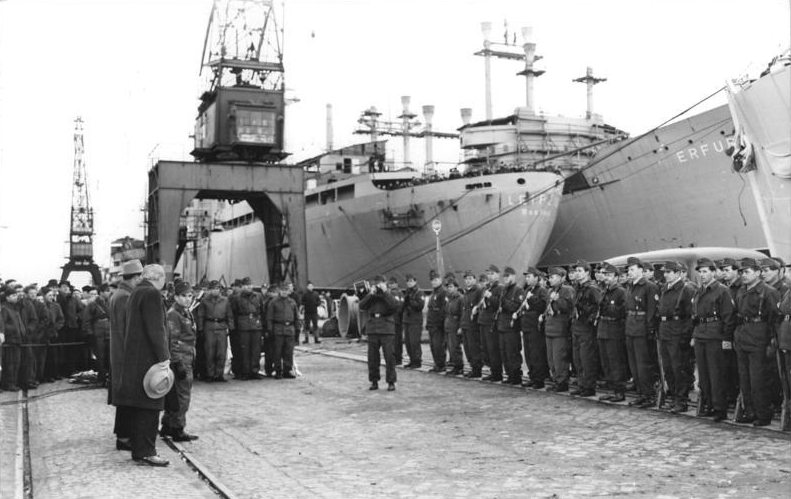
„10.000 Tonnen-Frachter Steckenpferd seiner Bestimmung übergeben.“ (ganz rechts im Bild der Bug der Steckenpferd)

Die „feierliche Indienststellung des Flaggschiffs der Steckenpferd-Flotte“, der Steckenpferd, wurde von der DEFA gefilmt und ist mit den folgenden Szenen in dem Wochenschau-Dokumentarfilm Der Augenzeuge 1959/A 5 zu sehen: „Flotte im Hafen von Warnemünde, darunter das Flaggschiff am Kai; angetretene Mannschaft in 2 Reihen auf dem Schiff; Heinrich Rau (Minister für Außen- und Innerdeutschen Handel der DDR) auf Rednertribüne; Übergabe des Schiffes an den Kapitän Walter Jenß; 2 Matrosen ziehen einen Wimpel mit der Inschrift „DSR“ auf; salutierender Kapitän; Heinrich Rau betritt das Flaggschiff; Steuerraum des Schiffes; sich drehende Antenne; Masten auf dem Schiff; Blick durch den Rettungsring“. Auch das westdeutsche Hamburger Abendblatt berichtete am Folgetag, dem 6. Januar 1959, über die Indienststellung der Steckenpferd als drittes Schiff der Steckenpferd-Flotte.

### Offizielles Verbot
Die überplanmäßigen Exporterlöse wurden nicht separat gebucht und nicht auf ihre Übereinstimmung mit den Vorgaben des Ministerratsbeschlusses überprüft. Lediglich diejenigen Betriebe, die sich aufgrund des Aufrufs als Teilnehmer an der Bewegung meldeten, wurden aufgelistet, und ihr Beitrag an Valutaeinnahmen wurde in Mark der DDR vermerkt, egal in welcher Auslandswährung dieser Beitrag einging. Anschließend gingen die Beiträge, von denen die meisten in nicht konvertierbarer Währung eingingen, in den normalen Fonds der Außenhandelserlöse. Da sich niemand traute, die Massenbewegung von der Nichtübereinstimmung der erzielten Ergebnisse mit den Vorgaben zu informieren, wollten immer mehr Betriebe, durch die Möglichkeit zu Seereisen motiviert, an der Steckenpferd-Bewegung teilnehmen.
Als ein Betrieb, der Babywindeln herstellte, seine für den Binnenhandel geplanten Produktionskontingente ebenfalls in den Außenhandel gab, kam es 1960 DDR-weit zu einem Versorgungsengpass mit der Folge, dass im Inland keine Windeln mehr erhältlich waren. Aufgrund dieser Entwicklung wurde die Steckenpferd-Bewegung in der bestehenden Form Mitte 1960 offiziell verboten.

### Propagandistische Verklärung
Am 6. Januar 1959 stand in der Pressemeldung zur Übergabe des Frachters Steckenpferd an die DSR: „10 000 Tonnen-Frachter "Steckenpferd" seiner Bestimmung übergeben. Das 3. Schiff der "Steckenpferd-Flotte", der 10 000 Tonnen-Frachter "Steckenpferd", wurde am 5.Januar 1959, in Warnemünde in Anwesenheit des Stellvertreters des Vorsitzenden des Ministerrats und Minister für Aussenhandel und Innerdeutschen Handel, Heinrich Rau, seiner Bestimmung übergeben. Durch die Steckenpferdbewegung, der ersten Massenbewegung der Werktätigen in den Exportbetrieben, konnten dem Aussenhandel insgesamt für 200 Millionen DM zusätzliche Waren zur Verfügung gestellt werden. Außer fünf Frachtschiffen wurden mit diesen Mitteln über den Plan bisher u. a. 4740 Personenkraftwagen, 6800 Motorräder, über 75 000 Rundfunkgeräte, 5000 Fernsehgeräte, 750 000 Paar Lederschuhe, 1200 Tonnen Kakaobohnen, 2250 Tonnen Kakaopulver, 2800 Tonnen Kaffee und 12 700 Tonnen Südfrüchte angekauft.“
Die zu diesem Zeitpunkt im Januar 1959 in der Meldung aufgeführten „fünf Frachtschiffe“ waren die bereits in Dienst gestellten Kap Arkona, Stubbenkammer und Steckenpferd sowie die bereits angeschafften und sich noch in der Umrüstung beziehungsweise Reparatur befindlichen Stoltera und Ernst Moritz Arndt, ein Liberty-Frachter. Das nächste Steckenpferd-Schiff, der Tanker Rositz, wurde erst im März 1960 in Dienst gestellt.

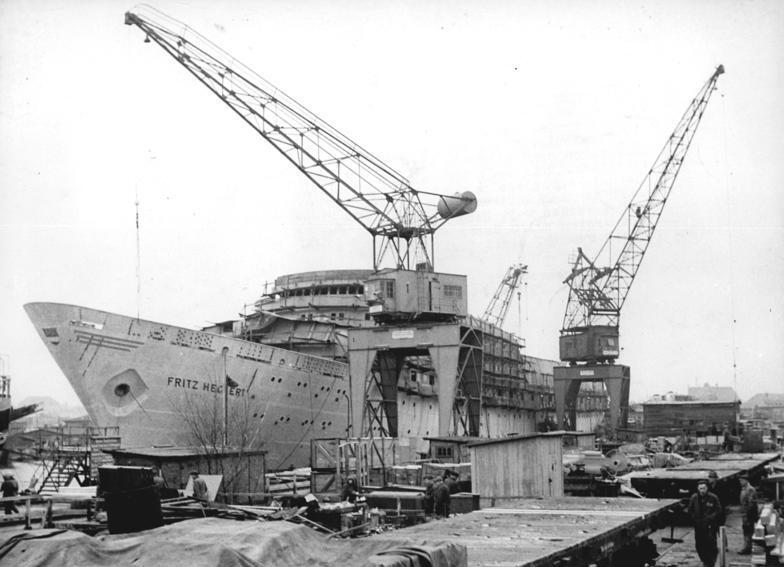
„Endmontage der Fritz Heckert (1960)“

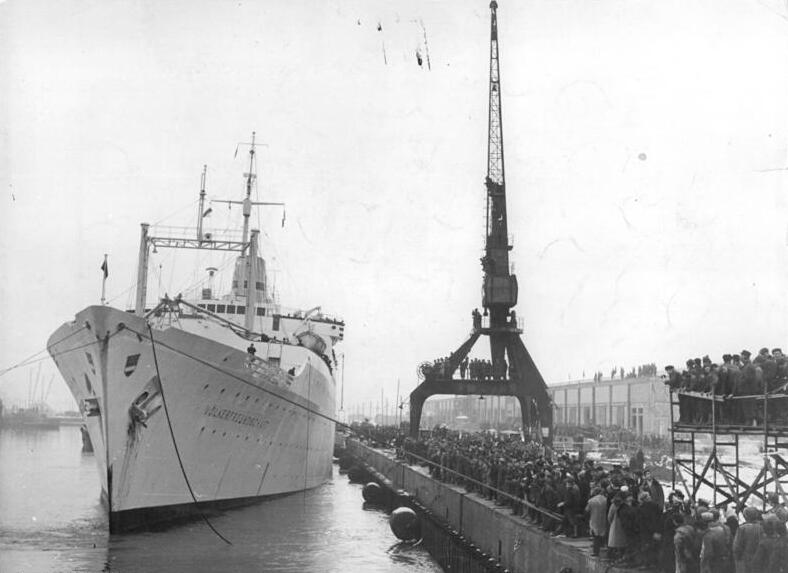
„Erste Fahrt der Völkerfreundschaft, 1960“

Schon diese offizielle Pressemeldung ignorierte die offiziellen Vorgaben, dass die Steckenpferd-Bewegung nur zur „Beschaffung von gebrauchter Handelsschiffstonnage“ gedacht war, und jubelte über die Beschaffung aller möglichen zusätzlichen Waren, die für DDR-Bürger zu jener Zeit sonst gar nicht erhältlich oder nur als sogenannte Bückware zu erhalten gewesen wären. In diesem Sinne nutzte auch der FDGB, der mit seinem Reisedienst die verdienten „Steckenpferdaktivisten“ auf seinen Urlaubsschiffen durch die Welt fuhr, die Gunst der Stunde und deklarierte die Beschaffung seiner Urlauberschiffe als Erfolg der Steckenpferd-Bewegung. Dazu gehörte die Völkerfreundschaft, die als Stockholm 1956 durch ihren Zusammenstoß die Andrea Doria versenkt hatte, und die Fritz Heckert, die ein kompletter Schiffsneubau war und neben Geldern aus der Steckenpferd-Bewegung auch aus Beiträgen und Sonderbeiträgen der Gewerkschaftsmitglieder finanziert wurde.
Die Flotte der Steckenpferd-Schiffe begann sich bereits ab der Mitte der 1960er Jahre aufzulösen. Die Kap Arkona sank 1964 mitsamt Ladung nach einer Kollision, die Stubbenkammer folgte 1967, als sie kollidierte und sank. Beim Bergungsversuch im Folgejahr zerbrach sie und wurde anschließend in Teilen verschrottet. Die Schwarzheide wurde 1969 abgewrackt, die Lützkendorf im Jahr darauf. Die Stoltera erlitt etwa zehn Jahre später, 1979, in einem Sturm schwere Schäden, wurde stillgelegt und 1980 abgewrackt. Die Rositz, 1970 nach Griechenland und 1979 nach Ägypten verkauft, geriet 1983 in Brand und wurde aufgegeben. Anschließend verschollen wurde das ausgebrannte Wrack erst 1984 wiedergefunden, um nach einem Abschleppversuch doch noch zu sinken. Das „Flaggschiff“ der Flotte, die Steckenpferd, blieb bis 1968 unter deutscher Flagge. Nach dem Verkauf fuhr sie noch bis 1973 unter zyprischer Flagge, um dann nach dem Verkauf nach Taiwan dort nach etwa 37 Dienstjahren abgewrackt zu werden.
Solange die Völkerfreundschaft bis 1985 als Urlauberschiff für den FDGB unterwegs war, warb sie, die als Passagierschiff im eigentlichen Sinne kein Steckenpferd-Schiff war, als Aushängeschild für die Erfolge der Massenbewegung namens Steckenpferd-Bewegung, obwohl die Bewegung selbst bereits 25 Jahre vorher verboten worden war und die eigentlichen Steckenpferd-Schiffe teilweise bereits viele Jahre vorher verunglückt, gesunken oder abgewrackt waren.
Noch bis in die 1980er Jahre war die begeisterte Einschätzung der Erfolge der Bewegung, ausgedrückt durch den Vizeadmiral a. D. und Präsidenten der Direktion Seeverkehr und Hafenwirtschaft Heinz Neukirchen, dass durch „die Initiative des bekannten Dresdner [eigentlich Radebeuler] Kosmetikbetriebes „Steckenpferd“ ausgelöst, … über 2000 Exportbetriebe der DDR aus der Übererfüllung ihrer Exportpläne 280 Millionen Valutamark für den weiteren Aufbau der Handelsflotte zur Verfügung [stellten].“